# Semiconductor Manufacturing International Corporation
Semiconductor Manufacturing International Corporation (SMIC) – częściowo państwowa, notowana na giełdzie chińska spółka zajmująca się produkcją półprzewodników w modelu foundry. Jest największym producentem układów scalonych na zlecenie w Chinach kontynentalnych.
Główna siedziba SMIC znajduje się w Szanghaju, a sama spółka jest zarejestrowana na Kajmanach. Posiada zakłady produkujące wafle krzemowe w Chinach kontynentalnych oraz biura w Stanach Zjednoczonych, Włoszech, Japonii, na Tajwanie i w Hongkongu. Oferuje usługi produkcji układów scalonych w technologiach procesowych od 350 nm do 7 nm.
Do grona klientów SMIC wchodzą aktualnie lub w przeszłości Huawei, Qualcomm, Broadcom i Texas Instruments. W odpowiedzi na sankcje USA nałożone na chiński przemysł układów scalonych na początku lat dwudziestych XXI w. spółka SMIC rozpoczęła falę ekspansji w formie spółek joint venture z chińskim państwowym funduszem półprzewodników. Na 2024, jest trzecim co do wielkości producentem układów scalonych na rynku kontraktowym.

## Sankcje Stanów Zjednoczonych
We wrześniu 2020 Departament Handlu Stanów Zjednoczonych uznał SMIC za wojskowego użytkownika końcowego, co wiąże się z uzyskaniem licencji przez współpracą.
W grudniu 2020 SMIC Bureau of Industry and Security poinformowało niektórych dostawców SMIC o konieczności posiadania licencji eksportowej przed dostarczeniem amerykańskiego sprzętu i produktów. W grudniu 2020 Departament Obrony Stanów Zjednoczonych uznał SMIc za firmę należącą lub kontrolowaną przez Armię Ludowo-Wyzwoleńczą i zakazał inwestowania przez firmy i osoby prywatne w to przedsiębiorstwo.
W grudniu 2020 Departament Handlu USA dodał SMIC do Entity List.
6 września 2023 Huawei zaprezentował smartfon Mate 60 z nowym procesorem HiSilicon Kirin 9000s, wyprodukowanym przez SMIC w technologii 7 nm. Podkreślano fakt, że sankcje wymusiły zwiększenie postępu chińskich firm technologicznych.